# F. Scott Fitzgerald

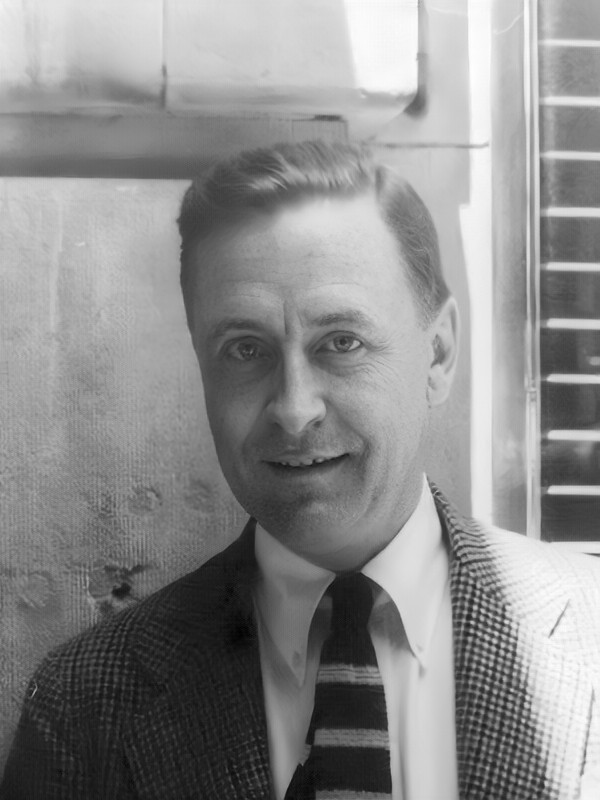
F. Scott Fitzgerald, Fotografie von Carl Van Vechten, 1937

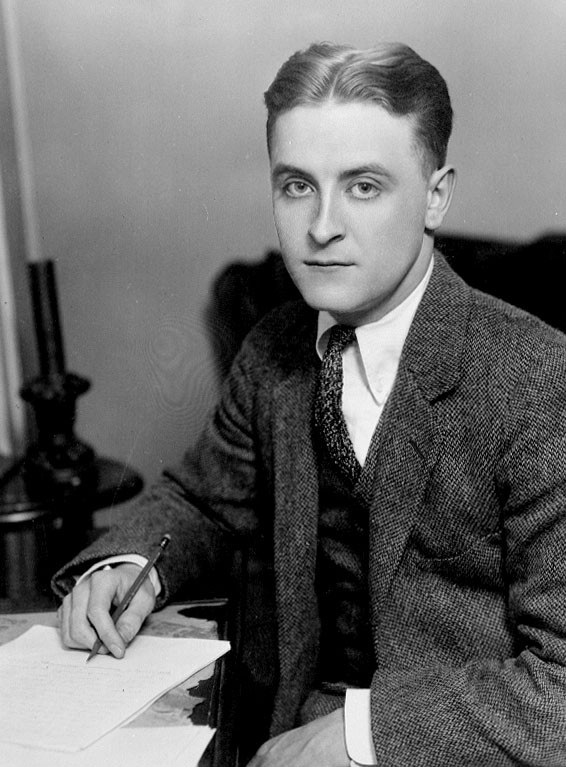
F. Scott Fitzgerald, 1921

Francis Scott Key Fitzgerald (* 24. September 1896 in St. Paul, Minnesota; † 21. Dezember 1940 in West Hollywood, Los Angeles County) war ein US-amerikanischer Schriftsteller. Sein erster Roman This Side of Paradise (Diesseits vom Paradies), den er als 23-Jähriger 1920 veröffentlichte, machte ihn in kurzer Zeit berühmt. Gemeinsam mit seiner Frau Zelda Sayre führte er in den 1920er Jahren ein exzessives Leben. Das Ehepaar wurde in der US-amerikanischen Öffentlichkeit als typische Vertreter ihrer Generation wahrgenommen. 
Bereits in den 1930er Jahren war F. Scott Fitzgerald jedoch weitgehend in Vergessenheit geraten. Dazu trugen auch sein Alkoholismus und die psychische Erkrankung seiner Frau bei. F. Scott Fitzgerald starb 1940 im Alter von nur 44 Jahren in der Überzeugung, sein Lebensziel verfehlt zu haben, sich als bedeutender Autor seiner Zeit zu beweisen.
Fitzgerald wurde als Autor ab den 1940er Jahren wiederentdeckt und wird heute zu den wesentlichen US-amerikanischen Autoren des 20. Jahrhunderts gezählt. Als seine zwei wichtigsten Romane gelten The Great Gatsby (Der große Gatsby, 1925) und Tender is the Night (Zärtlich ist die Nacht, 1934). Der große Gatsby  wird dabei als eines der bedeutendsten Werke der amerikanischen Moderne eingeordnet. T. S. Eliot bezeichnete diesen Roman als den „ersten Entwicklungsschritt, den der Amerikanische Roman seit Henry James gemacht habe“. Fitzgerald setzt sich darin mit Themen wie Dekadenz, Ausschweifungen, Idealismus, Widerstand gegen Veränderungen und sozialen Umbrüchen auseinander. Er schuf dabei ein treffendes Porträt der sogenannten „Roaring Twenties“, den von wirtschaftlichem Wachstum, Prohibition, Kriminalität, Jazz und Flappers geprägten 1920er Jahren in den Vereinigten Staaten.

## Leben

### Jugend
Francis Scott Fitzgerald wurde als Sohn von Edward Fitzgerald (1853–1931) und dessen Ehefrau Molly geb. McQuillan (1859–1936) in St. Paul im US-amerikanischen Bundesstaat Minnesota geboren. Er war das dritte Kind des Ehepaars, seine beiden älteren Schwestern waren drei Monate vor seiner Geburt noch im Kleinkindalter gestorben. Eine weitere Schwester, die 1900 geboren wurde, lebte nur eine Stunde. Seine einzig überlebende Schwester, Annabel, kam 1901 zur Welt.

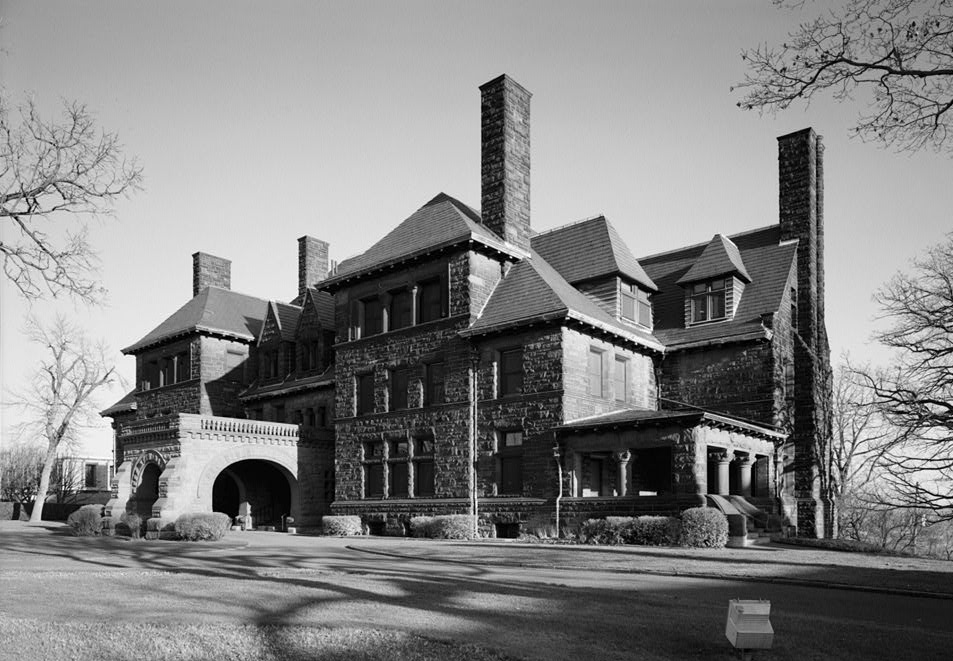
Das Haus des Eisenbahnindustriellen James J. Hill in der Nachbarschaft von Fitzgeralds Elternhaus

Seinen Vornamen Francis erhielt Fitzgerald zu Ehren seines Urgroßonkels Francis Scott Key, des Dichters der US-amerikanischen Nationalhymne. Beide Elternteile waren gläubige Katholiken. Zum Zeitpunkt von F. Scott Fitzgeralds Geburt besaß sein Vater eine Möbelfabrik, die „American Rattan and Willow Works“. Zwei Jahre später, im April 1898, war der Vater gezwungen, die Firma zu verkaufen. Er übernahm daraufhin eine Stelle als Großhandelskaufmann für Procter & Gamble in Buffalo, New York. Von 1901 bis 1903 lebte die Familie vorübergehend in Syracuse, danach wieder in Buffalo. Seine Grundschulzeit verbrachte Fitzgerald entsprechend an zwei katholischen Schulen im Osten der USA. 
Im Juli 1908 verlor der mittlerweile 55-jährige Edward Fitzgerald seine Anstellung. F. Scott Fitzgerald schrieb später über den Tag, an dem man seinem Vater die Entlassung mitteilte:

„Er ging diesen Morgen als vergleichsweise junger Mann hinaus, ein Mann voller Kraft, voller Selbstvertrauen. Er kam heim diesen Abend, ein alter Mann, ein völlig gebrochener Mann.“

Die Familie kehrte nach der Entlassung des Vaters nach St. Paul, Minnesota im Mittleren Westen zurück. Sie lebten von da an von dem Einkommen, das das Vermögen der Mutter abwarf. Dieses Einkommen war hinreichend hoch, um ihnen den komfortablen Lebensstil von Angehörigen der oberen Mittelschicht zu ermöglichen. Sie lebten in St. Paul in einem Stadtteil, der von sehr wohlhabenden Familien bewohnt wurde. Der berühmteste unter ihnen war James J. Hill, ein Eisenbahnindustrieller, der unter anderem in Fitzgeralds späterem Roman The Great Gatsby erwähnt wird. Fitzgerald besuchte in St. Paul ab 1908 die St. Paul Academy, wo er bereits als Verfasser von Theaterstücken, Liedern und Gedichten auffiel. Seine erste Kurzgeschichte, die Detektivgeschichte The Mystery of the Raymond Mortgage, erschien im Schulmagazin 1909. Fitzgerald war zu diesem Zeitpunkt 13 Jahre alt. Die schulischen Leistungen ließen insgesamt jedoch zu wünschen übrig, so dass seine Eltern entschieden, ihn auf das renommierte katholische Internat Newman School in Hackensack, New Jersey zu senden. Auch hier reüssierte Fitzgerald weniger durch seine schulischen Leistungen als durch die Geschichten, die er im Schulmagazin publizierte. Er fand wenig sozialen Anschluss an dieser Schule, freundete sich jedoch mit Father Cyril Sigourney Webster Fay an, der ihm später als Vorbild des Monsignor Darcy in seinem ersten Roman This Side of Paradise dienen sollte.

### Studium und Militärdienst

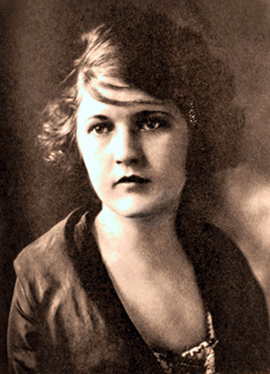
Zelda Fitzgerald

Im September 1913 begann Fitzgerald an der Princeton University zu studieren, einer renommierten, zur sogenannten Ivy League zählenden Universität in New Jersey. Princeton war allerdings nicht seine erste Wahl; er wäre lieber nach Yale gegangen. Fitzgerald, der nur knapp das Aufnahme-Examen in Princeton bestanden hatte, war auch hier akademisch nicht erfolgreich. Sein Studium an der Princeton University schloss er letztlich nie ab. Er traf an der Princeton University allerdings Edmund Wilson und John Peale Bishop, die wesentlich für seine literarische Entwicklung waren. John Peale Bishop machte ihn mit der Dichtkunst vertraut. Wilson, der zu einem der führenden US-amerikanischen Literaturkritiker wurde und mit dem Fitzgerald eine lang anhaltende Freundschaft verbinden sollte, entwickelte sich nach Fitzgeralds eigenen Angaben zu seinem „intellektuellen Gewissen“. In Princeton wurde Fitzgerald jedoch auch damit konfrontiert, dass die US-amerikanische Gesellschaft keineswegs klassenlos war, sondern gesellschaftliche Schichten nach Religionszugehörigkeit, wirtschaftlichem Erfolg sowie sozialer und regionaler Herkunft unterschied.
Ab Dezember 1914 begann Fitzgerald eine Beziehung zu Ginevra King, einer jungen, wohlhabenden Frau aus St. Pauls oberer Gesellschaftsschicht. Die Beziehung endete im Januar 1917. Das Ende der Beziehung war für Fitzgerald auch Beleg für sein Gefühl, dass soziale und finanzielle Barrieren arme Jungen daran hinderten, reiche Mädchen zu heiraten.

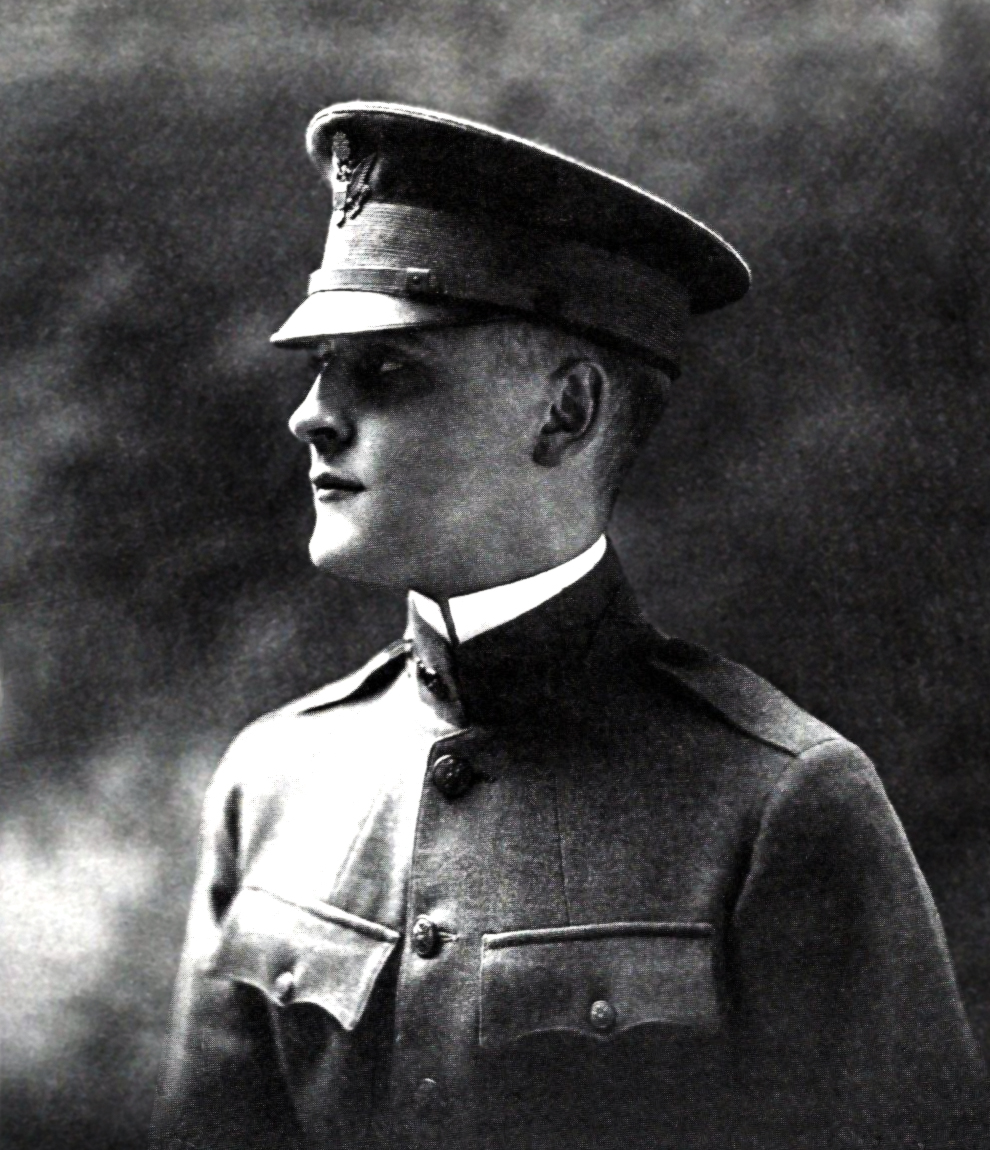
Fitzgerald in Uniform, 1917

Am 6. April 1917 traten die Vereinigten Staaten in den Ersten Weltkrieg ein. Im Mai 1917 meldete Fitzgerald sich bei der United States Army und wurde als second lieutenant in der Infanterie eingestuft. Zu seinem lebenslangen Bedauern wurde er jedoch nie auf die Kriegsschauplätze in Europa entsendet, sondern tat an verschiedenen Militärstandorten in den USA Dienst. Im November 1917, während er in Fort Leavenworth in Kansas stationiert war, begann er am ersten Entwurf seines semi-autobiografischen Romans The Romantic Egotist zu arbeiten.
Für seinen weiteren Lebensweg war die Versetzung an eine Militärbasis in Montgomery, Alabama entscheidend. Hier lernte er im Juli 1918 die vier Jahre jüngere Zelda Sayre (1900–1948) kennen, in die er sich sofort verliebte. Strittig ist unter den Biografen Fitzgeralds, ob Zelda Sayre für ihren späteren Mann von Beginn an ähnlich intensive Gefühle empfand. Bereits im November 1918 wollte er Zelda heiraten. Da es zu dem Zeitpunkt jedoch zweifelhaft war, ob Fitzgerald genug Geld für eine angemessene Lebensführung verdienen würde, lehnte Zelda Sayre eine Ehe mit ihm zunächst ab. Fitzgerald begann daraufhin bei der New Yorker Werbeagentur Barron Collier zu arbeiten und schrieb abends an Kurzgeschichten, Drehbüchern, Sketchen und Gedichten, von denen er hoffte, dass ihr Verkauf ihm Anerkennung und Geld einbringen würde. Es gelang ihm lediglich, für ein Honorar von 30 USD die Kurzgeschichte Babes in the Wood beim Magazin The Smart Set zu platzieren. 122 ablehnende Briefe hatte er dagegen wie einen Fries in seinem Zimmer aufgehängt. Im Juni 1919 beendete Zelda Sayre die Verlobung mit Fitzgerald; im Juli gab er seine Stelle bei Barron Collier auf und kehrte nach St. Paul zurück, um im Haus seiner Eltern seinen Romanentwurf zu überarbeiten.

### Früher literarischer Erfolg

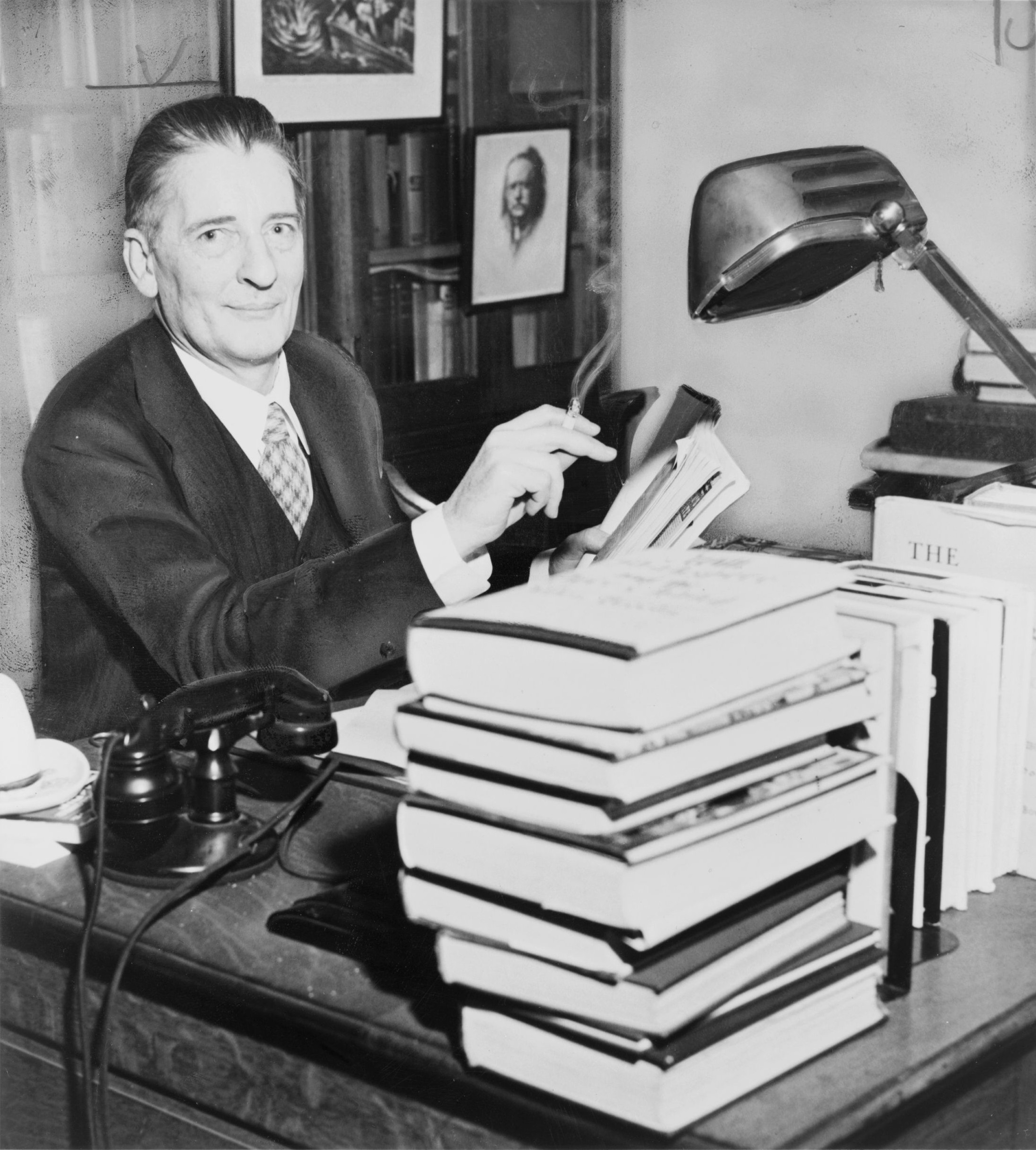
Maxwell Perkins, der Lektor, der beim Verlag Scribners Fitzgerald betreute

Der Verlag Scribner’s hatte Interesse an Fitzgeralds frühem Romanmanuskript The Romantic Egotist bekundet, aber sowohl den ersten Entwurf im August 1918 als auch die überarbeitete Fassung im Oktober 1918 abgelehnt. Die dritte Fassung, deren Titel Fitzgerald in This Side of Paradise (Diesseits vom Paradies) änderte, wurde im September 1919 vom Lektor Maxwell Perkins letztlich für Scribner's angenommen. Gleichzeitig gelang es Fitzgerald mehrere Kurzgeschichten zu veröffentlichen. Im Februar 1920 verkaufte er erstmals eine Kurzgeschichte an ein Magazin mit hoher Auflage. The Saturday Evening Post zahlte ihm ein Honorar von 500 USD für seine Kurzgeschichte Head and Shoulders. Bereits mit dem ersten finanziellen Erfolg begann er erneut, um Zelda Sayre zu werben. Im Januar 1920 verlobten sie sich erneut und im April 1920, nur eine Woche nach der Veröffentlichung von Diesseits vom Paradies, heirateten Zelda und Scott Fitzgerald in New York City.
Diesseits vom Paradies wurde von der Literaturkritik sehr gut besprochen, den Verkaufserfolg bezeichnet Fitzgeralds Biograf Scott Donaldson als nach jedem Maßstab bemerkenswert. Das Porträt der jungen Generation nach dem Ende des Ersten Weltkrieges und insbesondere der Flappers und ihrer emanzipierten Lebensweise machten den erst 23-jährigen Fitzgerald über Nacht berühmt. Fitzgeralds erste Sammlung an Kurzgeschichten Flappers and Philosophers, die im September 1920 erschien, war gleichfalls erfolgreich. Eine wesentliche Einkommensquelle wurde für Fitzgerald der Verkauf von Kurzgeschichten, Essays und Artikeln. Als Honorar erhielt Fitzgerald für seine Kurzgeschichten jeweils zwischen 1000 und 4000 USD, was außergewöhnlich hoch war (1000 USD von 1925 entsprechen einem Gegenwert von 12.423,91 USD von 2015). Fitzgerald maß seinen Kurzgeschichten allerdings keinen großen Wert bei. Sie waren für ihn im Wesentlichen Broterwerb, der seine Arbeit am nächsten Roman finanzierte. Ihm lag an einer Anerkennung als einflussreicher und bedeutender Schriftsteller, die aus seiner Sicht nur über die Veröffentlichung weiterer Romane gelingen konnte.
Das Ehepaar Fitzgerald stand sehr bald im Mittelpunkt des gesellschaftlichen Lebens, nicht zuletzt weil beide es verstanden, das öffentliche Interesse wachzuhalten. Sowohl die Tagespresse als auch Magazine berichteten regelmäßig über das Ehepaar, in den Medien erschienen häufig Fotos und Zeichnungen der beiden. Ruth Prigozy vertritt die Ansicht, dass dazu einerseits beigetragen habe, dass sowohl Scott als auch Zelda Fitzgerald sehr großzügig Interviews gaben. Der entscheidende Faktor war ihrer Ansicht nach jedoch beider Erscheinungsbild. Wiederholt bezeichneten Zeitungsartikel und Klatschkolumnen sie als mondäne, gut aussehende und charmante Vertreter ihrer Generation. Dazu kamen öffentlichkeitswirksame Auftritte wie Zeldas Bad in einem öffentlichen Brunnen, wilde Partys und Fahrten auf den Dächern von Taxis.

### Erfolge, erste Probleme und die „Roaring Twenties“
Scott Fitzgerald verdiente zwar als Autor außerordentlich gut, gleichzeitig waren er und Zelda mit ihrem Geld jedoch so verschwenderisch, dass sie stets verschuldet waren. Scott Fitzgerald bat häufig seinen Literaturagenten Harold Ober und seinen Lektor Perkins um Vorauszahlungen, um seine Schulden begleichen zu können. Scott Fitzgeralds Alkoholprobleme, mit denen er bis an sein Lebensende kämpfte, begannen gleichfalls im Jahre 1920.

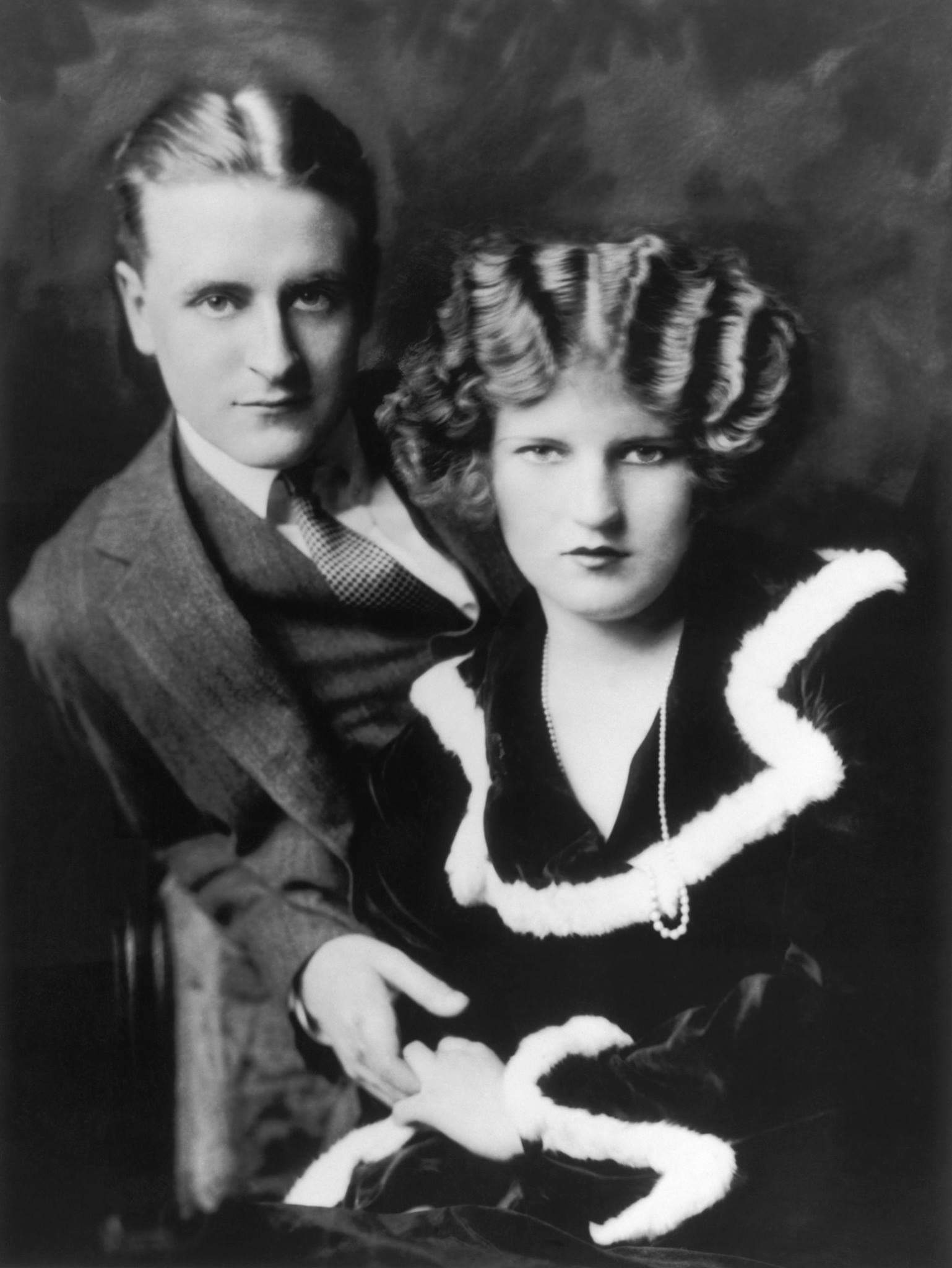
F. Scott und Zelda Fitzgerald, 1923

1921 bereiste das Ehepaar Fitzgerald Frankreich, Italien und England und ließ sich danach in St. Paul nieder, wo es weiterhin Gastgeber zahlreicher Partys war. Im Oktober 1921 kam ihr einziges Kind zu Welt, die Tochter Frances Scott Fitzgerald, genannt Scottie (* 26. Oktober 1921 in Saint Paul; † 18. Juni 1986 in Montgomery, Alabama). Die Schönen und Verdammten (The Beautiful and Damned) – Scott Fitzgeralds zweiter Roman – und die Geschichten aus der Jazz-Ära (Tales of the Jazz Age) erschienen 1922. Die Schönen und Verdammten war länger und im Tonfall nüchterner als Diesseits vom Paradies; der Roman erhielt verhältnismäßig gute Besprechungen und verkaufte sich auch ganz gut. Literarisch war dieser Roman jedoch nicht so vollendet, dass sich Fitzgerald damit als einer der bedeutenden Autoren seiner Zeit etablieren konnte. Auch erlaubte ihm der Verkaufserfolg nicht, auf das Verfassen von Kurzgeschichten und Artikeln zu verzichten. Im selben Jahr bezog die Familie auf Long Island ein Haus in Great Neck, 6 Gateway Drive. In Great Neck lebte eine Reihe der neuen Reichen aus dem Showgeschäft, während auf der anderen Seite der Bucht, in Manhasset Neck, vor allem Familien lebten, die ihren Reichtum bereits im 19. Jahrhundert erworben hatten. In The Great Gatsby wurden aus Great Neck und Manhasset Neck die beiden Orte West Egg und East Egg, deren jeweilige Einwohner sich in gleicher Weise voneinander unterschieden.
Obwohl Fitzgerald 1921 und 1922 ausgesprochen produktiv war, fand er es immer schwieriger, für seine schriftstellerischen Arbeiten hinreichend Zeit zu finden. Es ist unter Literaturhistorikern strittig, inwieweit Zelda auf den Erfolg von Scott Fitzgerald eifersüchtig war, seine Trunksucht förderte und durch ihre berüchtigten Selbstinszenierungen Fitzgerald gezielt vom Schreiben abhalten wollte.

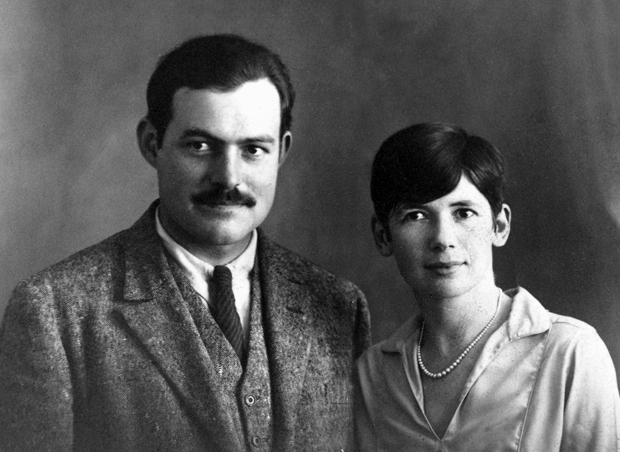
Ernest und Pauline Hemingway, 1927

Im April 1924 zog das Ehepaar an die französische Riviera in den Ort Juan-les-Pins, wo es direkt an der Küste die Villa St. Louis mietete. Eine Beziehung Zeldas zu einem französischen Piloten entfremdete die beiden Ehepartner voneinander. Gleichzeitig arbeitete Fitzgerald an The Great Gatsby, der im April 1925 veröffentlicht wurde. Zur Enttäuschung Fitzgeralds waren sowohl die Kritiken zu diesem Roman als auch die Verkaufszahlen verhalten. Erfolgreicher war dagegen seine 1926 veröffentlichte Sammlung von Kurzgeschichten All The Sad Young Men, obwohl Fitzgerald seinen eigenen Kurzgeschichten zunehmend kritisch gegenüberstand. Fitzgerald empfand gleichzeitig Ernest Hemingway, mit dem er befreundet war, als den besseren Schriftsteller. Hemingway kritisierte Fitzgerald häufig, sich nicht auf sein „wahres“ Talent zu konzentrieren und bemängelte seinen Schreibstil als zu affektiert.
Ab Januar 1927 begann Fitzgerald für den Filmproduzenten John W. Considine Jr. in Hollywood zu arbeiten, so dass die Familie regelmäßig für einige Zeit in Kalifornien lebte und dann für einige Monate nach Europa zurückkehrte. Zu Beginn dieser Zeit hatte er eine Beziehung mit der Schauspielerin Lois Moran.

### Niedergang und letzte Arbeiten
Bereits die zweite Hälfte der 1920er-Jahre wurde für die Familie Fitzgerald zunehmend von Fitzgeralds Alkoholismus, dem nicht mehr bezahlbaren verschwenderischen Lebensstil und den zunehmenden psychischen Problemen Zeldas gekennzeichnet. Zelda Fitzgerald erlitt 1930 einen schweren Nervenzusammenbruch, der dazu führte, dass sie im Schweizer Nyon in eine Klinik eingewiesen wurde und dort 1930 und 1931 lebte. 1932 folgte ein weiterer schwerer Zusammenbruch; diesmal wurde sie in Baltimore in eine Klinik eingewiesen. Die Klinikaufenthalte waren mit hohen Kosten verbunden, die Fitzgeralds ohnehin angespannte finanzielle Situation zusätzlich verschärfte.
Zelda Fitzgerald schrieb währenddessen das autobiographische Buch Save Me The Waltz (Ein Walzer für mich). Dieser Roman war von ihr als Enthüllungsroman über die Ehe mit Scott Fitzgerald angelegt und enthielt große Teile, die ihren Ehemann stark kritisierten. Bevor der Roman 1932 bei Scribner veröffentlicht wurde, kürzten Scott Fitzgerald und sein Lektor ohne das Einverständnis von Zelda Fitzgerald etwa 100 Seiten. In sein Notizbuch notierte Scott dazu im Frühjahr 1933: „Angriff auf allen Ebenen: Theaterstück (unterdrücken), Roman (verzögern), Bilder (unterdrücken), Charakter (angreifen), Kind (entfremden), Tagesablauf (durcheinanderbringen, um Schwierigkeiten zu machen). Kein Maschinenschreiben. Wahrscheinliches Resultat: neuer Nervenzusammenbruch.“ Auch die von Zelda Fitzgerald geforderte Scheidung lehnte er immer wieder ab.
Quasi parallel zu dem Niedergang der Fitzgeralds war auch die USA durch den Börsencrash von 1929 sowie die nachfolgende Great Depression gebeutelt, und Fitzgeralds Name war zu seinem Nachteil stark mit der vergangenen Zeit der Goldenen Zwanziger und der dekadent-glamourösen Welt der Reichen verbunden. So wurde sein ehrgeiziger Roman Zärtlich ist die Nacht (Tender Is the Night 1934), an dem er einige Jahre gearbeitet hatte, weder bei den Kritikern noch den Lesern ein Erfolg, woraufhin Fitzgerald verstärkt seiner Alkoholsucht verfiel. Er war überschuldet und fühlte sich außerstande zu schreiben. Er litt an Depressionen und nannte diese Zeit später seine Crack-Up-Phase.
Nach 1937 wurde Fitzgerald allmählich wieder produktiver. Von 1937 bis Ende 1938 arbeitete er für MGM in Hollywood und versuchte gleichzeitig Kurzgeschichten zu schreiben, um seiner Schulden Herr zu werden. Seine Tochter Scottie lebte in dieser Zeit im Internat. Seine Ehe mit Zelda, die immer wieder eingewiesen werden musste, zerbrach in dieser Zeit vollständig. Im Sommer 1937 lernte er außerdem die Reporterin Sheilah Graham (1904–1988) kennen, mit der er bis zu seinem Tod liiert war.

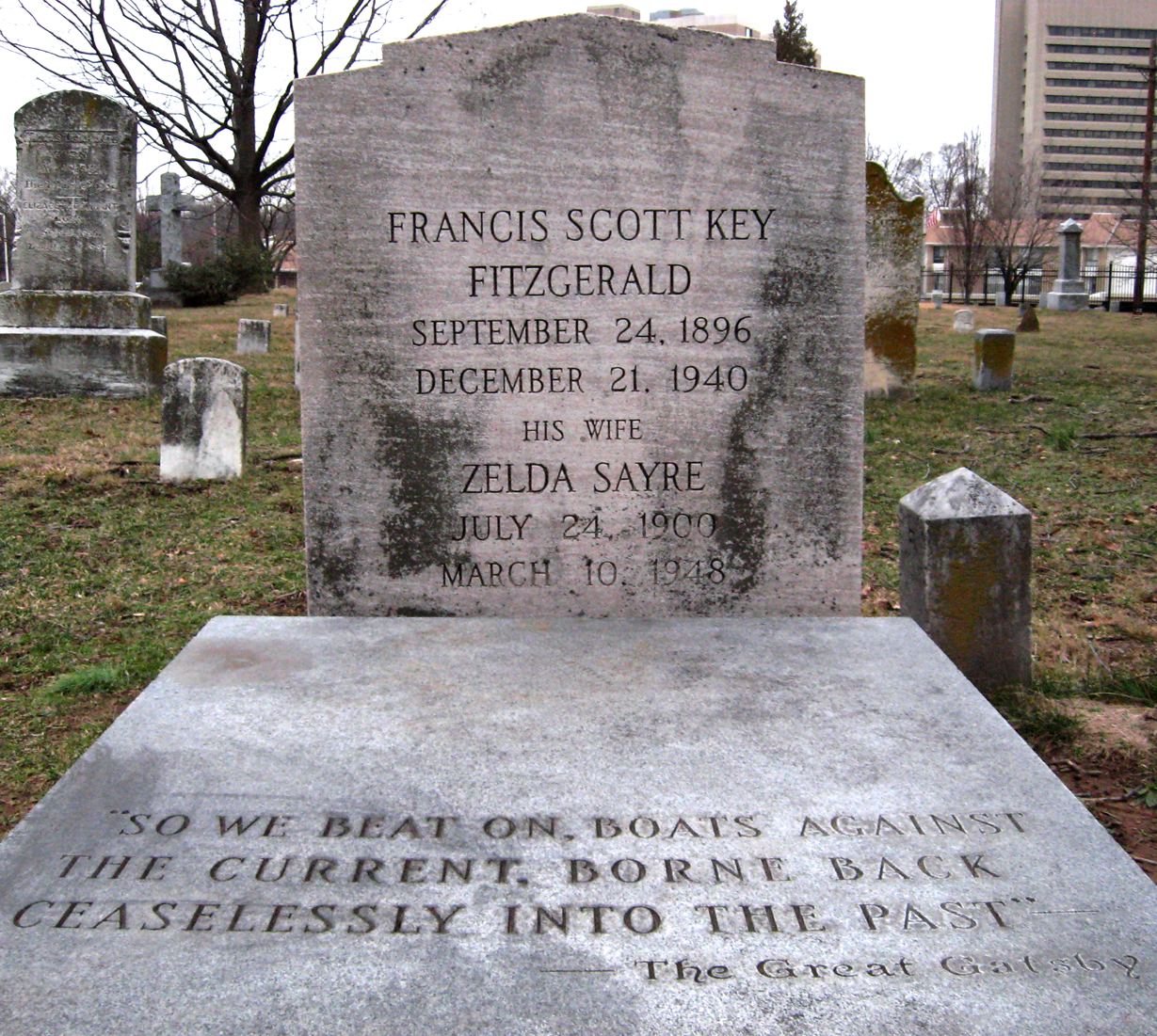
Scott und Zelda Fitzgeralds Grab in Rockville, Maryland

1939 mietete Fitzgerald eine Wohnung im ersten Stock eines Apartment House in West Hollywood, 1403 North Laurel Avenue, hielt sich aber meist bei seiner Geliebten Sheilah Graham auf, die in unmittelbarer Nähe wohnte, im Erdgeschoss des Hauses 1443 North Hayworth Avenue. Im selben Jahr begann er seinen Hollywood-Roman The Last Tycoon. Er starb am 21. Dezember 1940 nach zwei Herzinfarkten im Haus seiner Geliebten. In seinem Testament fand sich der Hinweis, dass er sich eine möglichst „billige Beerdigung“ wünsche, und zwar auf dem katholischen Friedhof in Rockville, Maryland. Dies lehnte jedoch die dortige Kirchengemeinde ab, da Fitzgerald seinen diesbezüglichen Verpflichtungen nicht nachgekommen war. Zelda veranlasste deshalb, dass ihr Mann auf dem Rockville Cemetery begraben wurde.
Der letzte Taikun (verfilmt als Der letzte Tycoon) wurde von Edmund Wilson für die Veröffentlichung bearbeitet. Zelda Fitzgerald starb 1948 bei einem Brand im Highland-Krankenhaus in Asheville.

## Nachleben
In den 1940er-Jahren begann eine schrittweise Wiederentdeckung von Fitzgeralds Werk. Möglicherweise stand gar sein früher Tod am Anfang der Wiederentdeckung. Im Zweiten Weltkrieg wurde Der große Gatsby den Soldaten zum Lesen ausgeteilt und Literaturwissenschaftler beschäftigten sich mit seinem Werk, durch das sie amerikanische Identitäten und den Aufstieg der USA zur Weltmacht zu erklären suchten. In den folgenden Jahrzehnten stieg Fitzgeralds Reputation stetig und er gilt heute allgemein als einer der bedeutendsten amerikanischen Schriftsteller des 20. Jahrhunderts. Zu einem weltweiten Bestseller wurde Fitzgeralds Gatsby, der inzwischen als Great American Novel gesehen wurde, durch die kommerziell erfolgreiche Verfilmung von 1974.

## Einordnung
Fitzgerald war, wie viele seiner Geschichten und seine besseren Romane beweisen, neben Ernest Hemingway, Gertrude Stein, John Dos Passos und William Faulkner ein Hauptvertreter der Prosa der amerikanischen Moderne. Er verkörperte aber auch das Jazz-Age und die „Verlorene Generation“ (Lost Generation), die sich in den 1920er Jahren in Europa aufhielt und dank des starken Dollars im billigen und durch den Krieg ruinierten Frankreich gut leben konnte. Fitzgerald lernte Ernest Hemingway 1925 kennen. Der spätere Nobelpreisträger hatte zwei Erzählbände in englischsprachigen Pariser Kleinstverlagen veröffentlicht. Hemingway freundete sich zunächst mit Fitzgerald an. 1925 erschien The Great Gatsby, Fitzgeralds heute bekanntestes Werk. Der große Gatsby verkaufte sich zu Lebzeiten des Autors nicht gut, es gab aber eine Bühnenfassung und eine erste Verfilmung.
Fitzgeralds Romane sind alle zu einem großen Teil autobiographisch, und seine Figuren sind ihm, seiner Frau und seinen Freunden nachgebildet; er benutzte sogar ganze Passagen aus Zeldas Tagebüchern.

## Werke
- 1920: This Side of Paradise, Roman. Charles Scribner’s Sons, New York (Digitalisat der Erstausgabe) – Deutsche Übersetzung unter dem Titel Diesseits vom Paradies
- 1920: Flappers and Philosophers (dt. Backfische und Philosophen), 8 Erzählungen. Charles Scribner’s Sons, New York (Digitalisat der Erstausgabe)
  - The Offshore Pirate (dt. Der Riffpirat), The Ice Palace (dt. Der Eispalast), Head and Shoulders (dt. Kopf und Schultern), The Cut-Glass Bowl (Die Kristallschüssel), Bernice Bobs Her Hair (dt. Bernices Bubikopf), Benediction, Dalyrimple Goes Wrong, The Four Fists
- 1922: The Beautiful and Damned. Roman. Deutsche Neuauflage: Die Schönen und Verdammten. Diogenes, Zürich 2007, ISBN 978-3-257-23694-1.
- 1922: Tales of the Jazz Age (dt. Geschichten aus der Jazz-Ära), 11 Kurzgeschichten. (Digitalisat der Erstausgabe)
  - The Jelly-Bean (dt. Jelly-bean), The Camel’s Back (dt. Eher geht ein Kamel…), May Day (dt. Erster Mai), Porcelain and Pink, The Diamond as Big as the Ritz (dt. Ein Diamant, so groß wie das Ritz), The Curious Case of Benjamin Button (dt. Der seltsame Fall des Benjamin Button), Tarquin of Cheapside, O Russet Witch!, The Lees of Happiness (dt. Der Bodensatz des Glücks), Mr. Icky, Jemina.
- 1923: The Vegetable or From President to Postman: A Comedy in Three Acts. Theaterstück. (Digitalisat)
- 1924: The Cruise of the Rolling Junk. Deutsche Erstausgabe: Die Straße der Pfirsiche. Mit einem Essay von Zelda Fitzgerald. Hg., Übers.: Alexander Pechmann. Aufbau, Berlin 2015, ISBN 978-3-351-03612-6.[28]
- 1925: The Great Gatsby. Roman. Charles Scribner’s Sons, New York. (Digitalisat der Erstausgabe)
  - Deutsche Übersetzung von Maria Lazar unter dem Titel Der große Gatsby. Knaur, Berlin 1928.
- 1926: All the Sad Young Men, 9 Kurzgeschichten (Digitalisat der Erstausgabe)
  - The Rich Boy (dt. Junger Mann aus reichem Haus), Winter Dreams (dt. Winterträume), The Baby Party, Absolution (dt. Absolution), Rags Martin-Jones and the Prince of Wales, The Adjuster, Hot and Cold Blood (dt. Heißes und kaltes Blut), The Sensible Thing (dt. Das Vernünftige), Gretchen's Forty Winks (dt. Gretchens Nickerchen)
- 1934: Tender Is the Night, dt. Zärtlich ist die Nacht. Roman.
- 1935: Taps at Reveille, 18 Kurzgeschichten. Charles Scribner’s Sons, New York. (Digitalisat der Erstausgabe)
  - The Scandal Detectives (dt. Die Skandaldetektive), The Freshest Boy (dt. Basil - der Frechste), He Thinks He’s Wonderful (dt. Basil findet sich fabelhaft), The Captured Shadow (dt. Der gefangene Schatten), The Perfect Life, First Blood, A Nice Quiet Place, A Woman with a Past (dt. Eine Frau mit Vergangenheit), Crazy Sunday (dt. Vertrackter Sonntag), Two Wrongs, The Night of Chancellorsville, The Last of the Belles (dt. Die letzte Schöne des Südens), Majesty, Family in the Wind (dt. Familie im Wind), A Short Trip Home (dt. Kurzer Besuch daheim), One Interne, The Fiend, Babylon Revisited (dt. Wiedersehen mit Babylon).
- 1936: Thank You for the Light. Erzählung.[29][30] 6. August 2012
- 1941: The Last Tycoon. Unvollendeter Roman. Charles Scribner’s Sons, New York.
  - Deutsche Übersetzung von Walter Schürenberg: Der letzte Taikun. Suhrkamp, Frankfurt am Main 1962.
- 1945: The Crack-Up. dt. Der Knacks. Essays, Notizen
- 1951: The Stories of F. Scott Fitzgerald: A Selection of 28 Stories. Hrsg. von Malcolm Cowley. Scribner, New York (Digitalisat)
  - darin erstmals in Buchform: The Rough Crossing (dt. Die rauhe Überfahrt), The Bridal Party (dt. Die Hochzeitsparty), Three Hours Between Planes (dt. Drei Stunden zwischen zwei Flügen).
- 1960: Babylon Revisited and Other Stories. Erzählungen.
- 1962: The Pat Hobby Stories. dt. Pat Hobby’s Hollywood Stories. Kurzgeschichten.
- 1973: The Basil and Josephine Stories, Kurzgeschichte
- 1979: The Price Was High: Fifty Uncollected Stories, San Diego:  Harcourt Brace & Company
- 2017: I'd Die For You. And Other Lost Stories. Erzählungen. Simon & Schuster, New York 2017
  - Deutsche Übersetzung von Gregor Runge, Andrea Stumpf und Melanie Walz: Für dich würde ich sterben. Erzählungen. Hoffmann & Campe, Hamburg 2018, ISBN 978-3-455-00007-8.

Die Erzählungen und Novellen wurden in jüngeren deutschen Ausgaben in chronologischer Reihenfolge anders zusammengestellt.
Essays
- Früher Erfolg. Essays über Geld und Liebe, Jugend und Karriere, Schreiben und Trinken. Übers. Melanie Walz. Diogenes, Zürich 2012, ISBN 978-3-257-06835-1.

Briefwechsel
- mit seiner Tochter Frances Fitzgerald Lanahan: Letters to His Daughter. Hrsg. von Andrew Turnbull. Charles Scribner’s Sons, New York. (Digitalisat)
- mit Maxwell Perkins: Dear Scott/Dear Max: The Fitzgerald-Perkins Correspondence. Hrsg. von John Kuehl u. Jackson Bryer. Charles Scribner’s Sons, New York 1971. (Digitalisat)
- mit Ernest Hemingway: Wir sind verdammt lausige Akrobaten. Eine Freundschaft in Briefen. Hg., Übers. Benjamin Lebert. Hoffmann & Campe, Hamburg 2013, ISBN 978-3-455-40466-1.

Mitschrift
- Inszenierte Lesung, mit Zelda Fitzgerald: Wir waren furchtbar gute Schauspieler. Psychogramm einer Ehe. Der Hörverlag, Hamburg 2014.

## Filme nach Werken von Fitzgerald
Aufgelistet sind Filme nach Werken von Fitzgerald und solche, an denen er als Drehbuchautor mitgearbeitet hat.
- 1920: A Chorus Girl’s Romance (nach der Erzählung Head and Shoulders)
- 1920: The Husband Hunter (nach der Erzählung Myra Meets His Family)
- 1922: The Beautiful and the Damned
- 1926: Der große Gatsby – Regie: Herbert Brenon (mit Warner Baxter und William Powell)
- 1938: Der Lausbub aus Amerika – Regie: Jack Conway (mit Robert Taylor, Lionel Barrymore, Maureen O’Sullivan und Vivien Leigh) – Mitarbeit am Drehbuch
- 1938: Marie Antoinette – Regie: W. S. Van Dyke (mit Norma Shearer und Tyrone Power) – Mitarbeit am Drehbuch
- 1939: Winter Carnival – Regie: Charles Reisner (mit Ann Sheridan) – Mitarbeit am Drehbuch
- 1939: Die Frauen – Regie: George Cukor (mit Norma Shearer, Joan Crawford, Rosalind Russell, Paulette Goddard und Joan Fontaine) – Mitarbeit am Drehbuch
- 1939: Honeymoon in Bali – Regie: Edward H. Griffith (mit Fred MacMurray) – Mitarbeit am Drehbuch
- 1939: Everything Happens at Night – Regie: Irving Cummings (mit Sonja Henie und Ray Milland) – Mitarbeit am Drehbuch
- 1949: Der große Gatsby – Regie: Elliott Nugent (mit Alan Ladd und Betty Field)
- 1954: Damals in Paris – Regie: Richard Brooks (mit Elizabeth Taylor, Van Johnson, Walter Pidgeon und Donna Reed)
- 1961: Zärtlich ist die Nacht – Regie: Henry King (mit Jennifer Jones, Joan Fontaine und Jason Robards)
- 1974: Der große Gatsby – Regie: Jack Clayton (mit Robert Redford, Mia Farrow und Bruce Dern)
- 1976: Der letzte Tycoon – Regie: Elia Kazan (mit Robert De Niro, Tony Curtis, Robert Mitchum, Jeanne Moreau und Jack Nicholson)
- 1990: Sad emastles Nebel sed Znarf (auch Das seltsame Leben des Franz, Kurzfilm von Bernhard Hausberger basierend auf der Kurzgeschichte Der seltsame Fall des Benjamin Button)[31]
- 1994: Einer meiner ältesten Freunde (Deutschland, nach der Erzählung One of My Oldest Friends) – Regie: Rainer Kaufmann (mit Richy Müller, Maria Schrader und Peter Lohmeyer)
- 2008: Der seltsame Fall des Benjamin Button (nach der gleichnamigen Novelle, enthalten in Geschichten aus der Jazz-Ära) – Regie: David Fincher (mit Brad Pitt, Cate Blanchett)
- 2013: Der große Gatsby – Regie: Baz Luhrmann (mit Leonardo DiCaprio, Tobey Maguire und Carey Mulligan)
- 2016: The Last Tycoon (mit Matt Bomer, Lily Collins und Kelsey Grammer)

## Fitzgerald in der Populärkultur
Fitzgerald wurde in mehreren Filmen und Fernsehserien porträtiert. In der Verfilmung von Sheilah Grahams „furchtlosen Memoiren“ unter dem Titel Die Krone des Lebens wurde seine Rolle von Gregory Peck übernommen. In F. Scott Fitzgerald and 'The Last of the Belles' (1974) spielte Richard Chamberlain seine Rolle. In der Filmbiografie F. Scott Fitzgerald in Hollywood (1975) stellte ihn Jason Anthony Miller dar. Im Fernsehfilm Zelda aus dem Jahr 1993 übernahm Timothy Hutton seine Rolle. 1994 wurde er in Mrs. Parker und ihr lasterhafter Kreis von Malcolm Gets verkörpert. In Last Call, der auf den Memoiren von Fitzgeralds letzter Sekretärin Frances Kroll Ring basiert, übernahm Jeremy Irons seine Rolle. In Woody Allens Filmkomödie Midnight in Paris (2011) werden F. Scott und Zelda Fitzgerald in einer kurzen Szene von Tom Hiddleston und Alison Pill verkörpert. In der Amazon-Video-Serie Z: The Beginning of Everything, die das Leben von Zelda und F. Scott Fitzgerald in teils fiktionalisierter Form behandelt, übernahm David Hoflin ab der zweiten Folge seine Rolle; in der Pilotfolge wurde er noch von Gavin Stenhouse dargestellt. Im Filmdrama Genius – Die tausend Seiten einer Freundschaft (2016) über Max Perkins werden F. Scott und Zelda Fitzgerald von Guy Pearce und Vanessa Kirby dargestellt.
Das Musical Waiting for the Moon mit Musik von Frank Wildhorn und Texten von Jack Murphy widmet sich dem Leben von F. Scott und Zelda Fitzgerald. Es feierte seine Premiere 2005, wobei Jarrod Emick die Rolle des Schriftstellers übernahm und Zelda von Lauren Kennedy verkörpert wurde.
Stewart O’Nans Roman Westlich des Sunset (2015) widmet sich in teils fiktionalisierter Form den letzten drei Lebensjahren des Autors und dabei vor allem seiner Beziehung zu Sheilah Graham.